# كيث غريني
كيث غريني (بالإنجليزية: Keith Greene)‏ هو مهندس بريطاني، ولد في 5 يناير 1938 في ناحية غابة والثام في لندن ‏ في المملكة المتحدة.